# Ashley Caldwell
Pour les articles homonymes, voir Caldwell.
Ashley Caldwell, née le 14 septembre 1993 à Ashburn (Virginie), est une skieuse acrobatique américaine spécialisée dans le saut acrobatique.

## Carrière
Au cours de sa carrière, elle a participé aux Jeux olympiques de 2010 et de 2014, terminant à chaque fois dixième et a pris la quatrième place aux Mondiaux 2011 à Deer Valley et en Coupe du monde, elle obtient sa première victoire à Lake Placid en 2011.
En décembre 2011, elle se blesse au niveau du genou droit et tente de revenir un an plus tard où elle est de nouveau victime d'une rupture des ligaments croisés antérieurs mais du côté gauche. 
Elle remporte le titre mondial du saut en 2017.

## Palmarès

### Jeux olympiques d'hiver
| Épreuve / Édition   | Saut acrobatique |
| JO 2010 Vancouver   | 10e              |
| JO 2014 Sotchi      | 10e              |
| JO 2018 Pyeongchang | 17e              |
| JO 2022 Pekin       | 4e               |

### Championnats du monde
| Épreuve / Édition           | Saut acrobatique | Saut acrobatique en équipe |
| Mondiaux 2011 Deer Valley   | 4e               | -                          |
| Mondiaux 2015 Kreischberg   | 4e               | -                          |
| Mondiaux 2017 Sierra Nevada | Or               | -                          |
| Mondiaux 2019 Park City     | 5e               | 6e                         |
| Mondiaux 2021 Almaty        | Argent           | Bronze                     |
| Mondiaux 2023 Bakuriani     |                  | Or                         |

|}

### Coupe du monde
- Meilleur classement général : 4e en 2016.
- 1 petit globe de cristal :
  - Vainqueur du classement sauts 2016.
- 18 podiums dont 7 victoires en saut acrobatique.

#### Détails des victoires
| Épreuve / Édition | Sauts             |
| ----------------- | ----------------- |
| 2010-2011         | Lake Placid       |
| 2014-2015         | Deer Valley Minsk |
| 2015-2016         | Minsk Pékin       |
| 2016-2017         | Lake Placid       |